# Тонколілі
Тонколі́лі (англ. Tonkolili) — один із 5 округів Північної провінції Сьєрра-Леоне. Адміністративний центр — місто Маґбурака. Округ є найбільш центральним у країні, має кордон із 7 іншими округами.

## Населення
Населення округу становить 531435 осіб (2015; 347197 у 2004, 243051 в 1985, 206321 в 1974, 184460 в 1963).
У національному складі переважають народ темне, які сповідують іслам.

## Адміністративний поділ
У адміністративному відношенні округ складається з 11 вождівств:
| №  | Назва          | Оригінальна назва | Площа, км² | Населення, осіб (2004) | Населення, осіб (2015) | Адміністративний центр |
| -- | -------------- | ----------------- | ---------- | ---------------------- | ---------------------- | ---------------------- |
| 1  | Ґбонколенкен   | Gbonkolenken      | 735,6      | 47 838                 | 67 705                 | Єле                    |
| 2  | Йоні           | Yoni              | 1223,4     | 87 627                 | 112 511                | Йонібана               |
| 3  | Калансоґоя     | Kalansogoia       | 450,4      | 16 406                 | 35 864                 | Бумбуна                |
| 4  | Кафе-Сімірія   | Kafe Simiria      | 575,8      | 19 817                 | 36 670                 | Мабонто                |
| 5  | Куніке         | Kunike            | 799,9      | 42 968                 | 74 415                 | Масінґбі               |
| 6  | Куніке-Баріна  | Kunike Barina     | 415,8      | 13 411                 | 25 245                 | Макалі                 |
| 7  | Малал-Мара     | Malal Mara        | 338,2      | 14 025                 | 30 953                 | Рочин                  |
| 8  | Самбая         | Sambaya           | 689,9      | 22 728                 | 31 993                 | Бендуґу                |
| 9  | Тане           | Tane              | 446,6      | 22 242                 | 33 285                 | Матотока               |
| 10 | Холіфа-Мабанґ  | Kholifa Mabang    | 315,3      | 12 460                 | 16 666                 | Мабанґ                 |
| 11 | Холіфа-Ровалла | Kholifa Rowalla   | 451,8      | 47 675                 | 66 128                 | Маґбурака              |

## Господарство
Основою економіки округу є найбільший в країні та один з найбільших у Західній Африці цукровий завод у місті Маґбасс. Також тут ведеться видобуток залізної руди (найбільше родовище в Африці та 3-тє у світі), бокситів, золота та діамантів. Серед промислових підприємств тут розташовані завод з виробництва біопалива та гумова фабрика, діє гідроелектростанція. У сільському господарстві переважає вирощування какао.
Станом на 2004 рік в окрузі діяли 310 початкових та 15 загальноосвітніх школи.